# فقط قبل أن أرحل (فلم)
فقط قبل أن أرحل (بالإنجليزية: Just Befor I Go) هو فيلم دراما وكوميديا تم انتاجه في الولايات المتحدة وصدر سنة 2014. من بطولة شون ويليام سكوت.

## القصة
عامل بمتجر للحيوانات الأليفة، اسمه تيد يُفكّر في الانتحار بسبب معاناته في الحياة، وقبل الانتحار يُقرّر تيد البالغ من العمر 40 عامًا العودة إلى بلدته لمواجهة أشخاص أساؤوا إليه في طفولته قبل إنهاء حياته.

## الميزانية والإيرادات
حقّق الفيلم أرباحًا تقدر بـ 10 مليون دولار أمريكي.

## وصلات خارجية
- مقالات تستعمل روابط فنية بلا صلة مع ويكي بيانات

- فقط قبل أن أرحل على IMDb
- فقط قبل أن أرحل على Rotten Tomatos
- فقط قبل أن أرحل على Metacritic